# Alexa Davies
Alexa Davies (* 1995 in Rhyl, Denbighshire, Wales) ist eine walisische Schauspielerin.

## Leben
Alexa Davies ist seit 2012 im Filmgeschäft aktiv und hat in zahlreichen Fernsehserien mitgewirkt, darunter Doctors, Holby City, Harlots und Silent Witness. Im Kino ist sie vor allem für ihre Rolle in Mamma Mia! Here We Go Again bekannt.

## Filmografie

### Kino
| Jahr | Titel                                      | Rolle            |
| 2012 | Bunking Off                                | Scarlet          |
| 2012 | Vinyl                                      | Flora            |
| 2014 | X+Y                                        | Rebecca Dunn     |
| 2015 | Zufällig allmächtig                        | Sandwich Girl    |
| 2015 | Dusha shpiona (aka The Soul of a Spy)      | Alexa Nottingham |
| 2016 | Spaceship                                  | Lucidia          |
| 2017 | The Sense of an Ending                     | Receptionist     |
| 2017 | Sticky                                     | Karen            |
| 2018 | Mamma Mia! Here We Go Again                | Young Rosie      |
| 2020 | Die Misswahl – Der Beginn einer Revolution | Sue              |

### Fernsehen
| Jahr    | Titel                              | Rolle            |
| ------- | ---------------------------------- | ---------------- |
| 2012    | New Tricks – Die Krimispezialisten | Jess Kemp        |
| 2012    | Doctors                            | Naomi Taggart    |
| 2012    | Little Crackers                    | Hilary           |
| 2013–16 | Raised by Wolves                   | Aretha           |
| 2014    | The Midnight Beast                 | Hope’s Friend    |
| 2014    | Holby City                         | Kayleigh Ormerod |
| 2014    | Trying Again                       | Waitress         |
| 2014    | Cuckoo                             | Chastity         |
| 2015    | Cradle to Grave                    | Yvonne           |
| 2015–17 | Detectorists                       | Kate             |
| 2016    | The Five                           | Alexa Mills      |
| 2016    | Avatards                           | Meg              |
| 2016    | Suspects                           | Daisy Bellamy    |
| 2017    | Grantchester                       | Luella           |
| 2017    | Harlots                            | Betsey Fletcher  |
| 2019–21 | Dead Pixels                        | Meg              |
| 2020    | White House Farm Murders           | Julie Mugford    |
| 2020    | Silent Witness                     | Lucie Hudson     |
| 2020    | Honour                             | Keilly Jones     |